# Onyeka Okongwu
Onyeka Okongwu (Los Angeles, 11 december 2000) is een Amerikaans basketballer die speelt als power forward voor de Atlanta Hawks.

## Carrière
Okongwu speelde collegebasketbal voor de USC Trojans vooraleer hij zich kandidaat stelde voor de NBA draft van 2020. Hij werd als zesde gekozen in de eerste ronde door de Atlanta Hawks, maar miste het seizoenbegin door een voetblessure. Na zijn blessure werkte hij zich meer en meer in de ploeg en speelde 50 wedstrijden in het regulier seizoen. In de play-off's speelde hij 18 wedstrijden.

## Statistieken
| Legenda | Legenda                | Legenda | Legenda                 | Legenda | Legenda               |
| ------- | ---------------------- | ------- | ----------------------- | ------- | --------------------- |
| WG      | Wedstrijden gespeeld   | WS      | Wedstrijden als starter | MPW     | Minuten per wedstrijd |
| 2P%     | Twee-punterpercentage  | 3P%     | Drie-punterpercentage   | VW%     | Vrije-worppercentage  |
| RPW     | Rebounds per wedstrijd | APW     | Assists per wedstrijd   | SPW     | Steals per wedstrijd  |
| BPW     | Blocks per wedstrijd   | PPW     | Punten per wedstrijd    | Vet     | Hoogste in carrière   |

### Regulier seizoen
| Seizoen  | Team          | WG  | WS | MPW  | 2P%  | 3P%  | FW%  | RPW | APW | SPW | BPW | PPW  |
| -------- | ------------- | --- | -- | ---- | ---- | ---- | ---- | --- | --- | --- | --- | ---- |
| 2020/21  | Atlanta Hawks | 50  | 4  | 12,0 | 64,4 | 0,0  | 63,2 | 3,3 | 0,4 | 0,5 | 0,7 | 4,6  |
| 2021/22  | Atlanta Hawks | 48  | 6  | 20,7 | 69,0 | —    | 72,7 | 5,9 | 1,1 | 0,6 | 1,3 | 8,2  |
| 2022/23  | Atlanta Hawks | 80  | 18 | 23,1 | 63,8 | 30,8 | 78,1 | 7,2 | 1,0 | 0,7 | 1,3 | 9,9  |
| 2023/24  | Atlanta Hawks | 55  | 8  | 25,5 | 61,1 | 33,3 | 79,3 | 6,8 | 1,3 | 0,5 | 1,1 | 10,2 |
| Carrière | Carrière      | 233 | 36 | 20,8 | 64,0 | 31,8 | 75,4 | 6,0 | 1,0 | 0,6 | 1,1 | 8,5  |

### Play-in
| Seizoen  | Team          | WG | WS | MPW  | 2P%  | 3P% | FW%   | RPW | APW | SPW | BPW | PPW  |
| -------- | ------------- | -- | -- | ---- | ---- | --- | ----- | --- | --- | --- | --- | ---- |
| 2021/22  | Atlanta Hawks | 2  | 0  | 22,8 | 66,7 | –   | 50,0  | 6,5 | 0,5 | 0,5 | 0   | 2,5  |
| 2022/23  | Atlanta Hawks | 1  | 0  | 19,6 | 83,3 | –   | 100,0 | 4,0 | 3,0 | 0   | 4,0 | 12,0 |
| Carrière | Carrière      | 3  | 0  | 21,7 | 77,8 | –   | 75,0  | 5,7 | 1,3 | 0,3 | 1,3 | 5,7  |

### Play-offs
| Seizoen  | Team          | WG | WS | MPW  | 2P%  | 3P%   | FW%  | RPW | APW | SPW | BPW | PPW |
| -------- | ------------- | -- | -- | ---- | ---- | ----- | ---- | --- | --- | --- | --- | --- |
| 2020/21  | Atlanta Hawks | 18 | 0  | 9,2  | 54,8 | 0     | 66,7 | 2,7 | 0,1 | 0,3 | 0,7 | 2,7 |
| 2021/22  | Atlanta Hawks | 5  | 1  | 21,6 | 56,3 | 0     | 80,0 | 5,4 | 0,4 | 0,8 | 0,8 | 5,2 |
| 2022/23  | Atlanta Hawks | 6  | 0  | 21,9 | 60,0 | 100,0 | 50,  | 6,3 | 1,2 | 0,3 | 1,3 | 6,0 |
| Carrière | Carrière      | 29 | 1  | 14,0 | 56,9 | 50,0  | 65,9 | 3,9 | 0,4 | 0,4 | 0,9 | 3,8 |